# Fervidelas
Fervidelas ist ein Ort und eine ehemalige Gemeinde (Freguesia) im portugiesischen Kreis Montalegre. Die Gemeinde hatte 85 Einwohner (Stand 30. Juni 2011).
Am 29. September 2013 wurden die Gemeinden Fervidelas und Viade de Baixo zur neuen Gemeinde União das Freguesias de Viade de Baixo e Fervidelas zusammengeschlossen.